# Robert McCarthy
Pour les articles homonymes, voir MacCarthy.
Robert McCarthy, né le 11 février 1924, est un joueur australien de tennis.

## Carrière
1/4 de finaliste de l'Open d'Australie en 1948.